# Pine Grove (Washington)
Pine Grove az Amerikai Egyesült Államok északnyugati részén, Washington állam Ferry megyéjében elhelyezkedő statisztikai település. A 2010. évi népszámlálási adatok alapján 145 lakosa van.

## Népesség
A 2010-es népszámláláskor  145 lakója, 59 háztartása és 47 családja volt. A népsűrűség 114,2 fő/km2. A lakóegységek száma 67, sűrűségük 52,8 db/km2. A lakosok 93,8%-a fehér,  4,1%-a indián,    2,1%-a pedig kettő vagy több etnikumú. A spanyol vagy latino származásúak aránya 2,1% (   2,1% egyéb spanyol vagy latino származású.)
A háztartások 28%-ában élt 18 évnél fiatalabb. 61% házas, 13,6% egyedülálló nő, 5,1% egyedülálló férfi, 20,3% pedig nem család. 18,8% egyedül élt; 8,5%-uk 65 éves vagy idősebb. Egy háztartásban átlagosan 2,44 személy élt; a családok átlagmérete 2,77 fő.
A medián életkor 39,2 év volt. Lakóinak 26,2%-a 18 évesnél fiatalabb, 3,4% 18 és 24 év közötti, 28,2%-uk 25 és 44 év közötti, 16,3%-uk 45 és 64 év közötti, 20,7%-uk pedig 65 éves vagy idősebb. A lakosok 51,7%-a férfi, 48,3%-a pedig nő.